# Vriesea michaelii
Vriesea michaelii är en gräsväxtart som beskrevs av Wilhelm Weber. Vriesea michaelii ingår i släktet Vriesea och familjen Bromeliaceae. Inga underarter finns listade i Catalogue of Life.